# Cyrtodactylus yangbayensis
Cyrtodactylus yangbayensis là một loài thằn lằn trong họ Gekkonidae. Loài này được Tri & Onn mô tả khoa học đầu tiên năm 2010.